# Яцек Бонк
Яцек Бонк (пол. Jacek Bąk, нар. 24 березня 1973, Люблін) — польський футболіст, захисник.
Насамперед відомий виступами за клуби «Олімпік» (Ліон) та «Ланс», а також національну збірну Польщі.
Дворазовий чемпіон Польщі. Володар Суперкубка Польщі. Чемпіон Франції. Володар Кубка французької ліги. Володар Кубка Катару. Володар Кубка Австрії. Дворазовий володар Кубка Інтертото.

## Клубна кар'єра
У дорослому футболі дебютував 1989 року виступами за команду клубу «Мотор» (Люблін), в якій провів три сезони, взявши участь у 46 матчах чемпіонату. 
Протягом 1992—1995 років захищав кольори команди клубу «Лех».
Своєю грою за останню команду привернув увагу представників тренерського штабу клубу «Олімпік» (Ліон), до складу якого приєднався 1995 року. Відіграв за команду з Ліона наступні шість сезонів своєї ігрової кар'єри.
У 2001 році уклав контракт з клубом «Ланс», у складі якого провів наступні чотири роки своєї кар'єри гравця.  Більшість часу, проведеного у складі «Ланса», був основним гравцем захисту команди. За цей час виборов титул чемпіона Франції, двічі ставав володарем Кубка Інтертото.
Протягом 2005—2007 років захищав кольори команди катарського клубу «Ар-Райян».
Завершив професійну ігрову кар'єру у клубі «Аустрія» (Відень), за команду якого виступав протягом 2007—2010 років. За цей час додав до переліку своїх трофеїв титул володаря Кубка Австрії.

## Виступи за збірну
У 1993 році дебютував в офіційних матчах у складі національної збірної Польщі. Протягом кар'єри у національній команді, яка тривала 16 років, провів у формі головної команди країни 96 матчів, забивши 3 голи.
У складі збірної був учасником чемпіонату світу 2002 року в Японії і Південній Кореї, чемпіонату світу 2006 року у Німеччині, чемпіонату Європи 2008 року в Австрії та Швейцарії.

## Титули і досягнення
- Чемпіон Польщі (2):

«Лех» (Познань):  1991–92, 1992–93
- Володар Суперкубка Польщі (1):

«Лех» (Познань):  1992
- Чемпіон Франції (1):

«Ланс»: 2001–02
- Володар Кубка французької ліги (1):

«Ланс»:  2000–01
- Володар Кубка Катару (1):

«Ар-Райян»:  2006
- Володар Кубка Австрії (1):

«Аустрія» (Відень): 2008–09
- Володар Кубка Інтертото (2):

«Ланс»:  1997, 2005